# Tanaka Isson
Tanaka Jun, mais conhecido como Tabaka Isson, (田中一村, 22 de julho de 1908 – 11 de setembro de 1977), foi um pintor japonês de Nihonga do Período Shōwa lembrado por suas pinturas de pássaros e flores da Ilha Amami.
Nascido em Tochigi, Tochigi, Tanaka Isson era filho de um escultor local. Interessado por arte desde a infância, ele ganhou seu primeiro prêmio por uma pintura em aquarela quando tinha sete anos. Em 1926, ele se matriculou na Tokyo Bijutsu Gakko (a predecessora da Universidade de Artes de Tóquio), onde Tanaka Isson se especializou em pintura Nihonga contudo, não chegou a concluir sua graduação devido à saúde de seu pai e a falta de recursos para continuar seus estudos.
A partir de 1938, Tanaka Isson viveu em vários locais em Chiba, e embora seu futuro parecesse inicialmente promissor, seu isolamento do circuito mainstream de arte significou que ele teve dificuldades de estabelecer seu nome no mercado. Tanaka Isson foi forçado a trabalhar em inúmeros trabalhos temporários e não especializados para sobreviver ao mesmo tempo em que continuava pitando nas horas vagas. Nos anos da Segunda Guerra Mundial, ele acabou ficando doente e muito pobre. Foi apenas em 1947, em uma exposição patrocinada por Kawabata Ryūshi, que seu nome passou a ser minimamente reconhecido no mundo da arte.

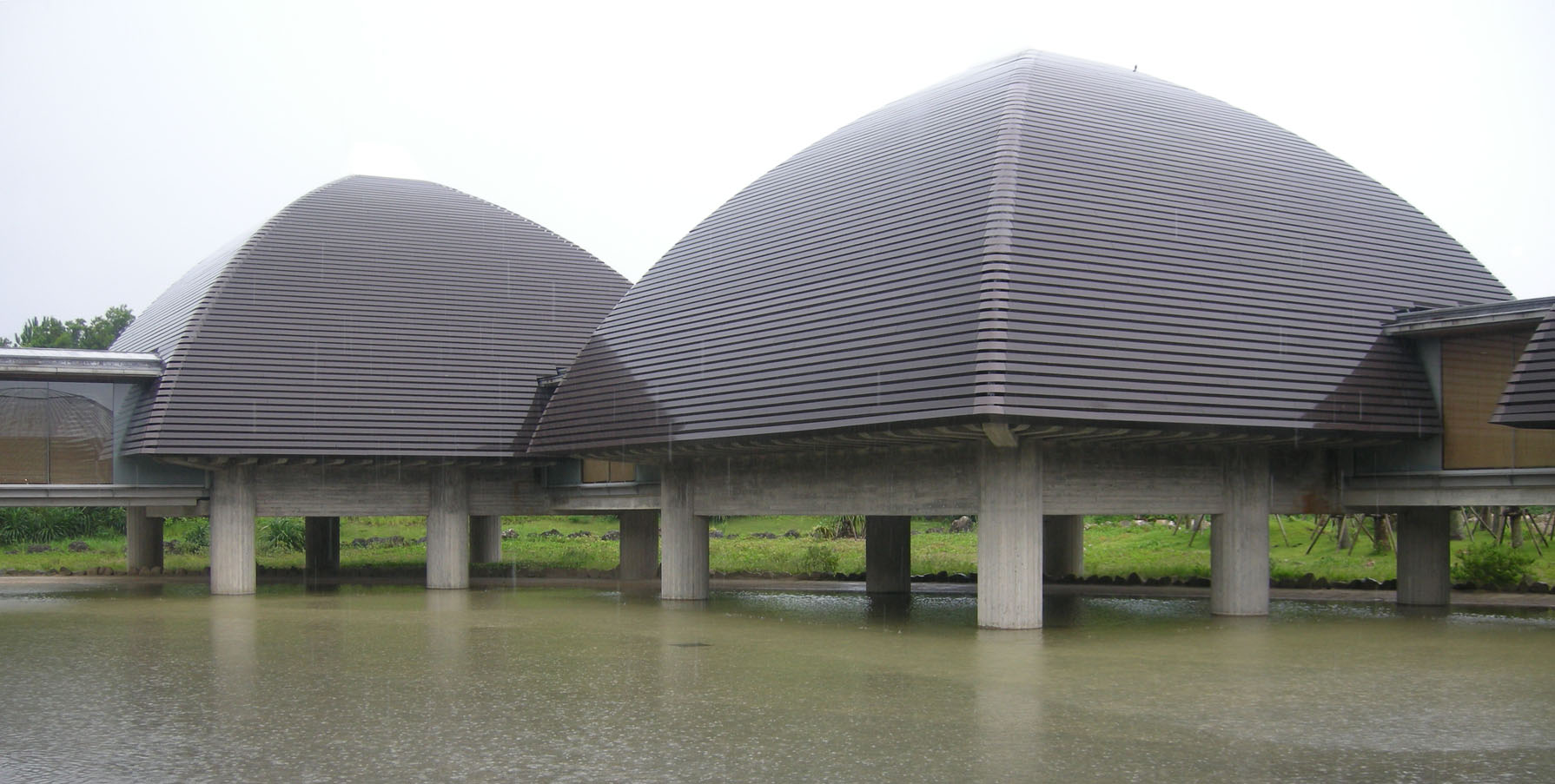
Museu-memorial de Arte Tanaka Isson

Em 1958, quando tinha cinquenta anos, Tanaka Isson resolveu mudar-se para Amami Ōshima, onde conseguiu emprego em uma fábrica de seda. Ganhando apenas o suficiente para uma vida frugal, ele continuou a pintar usando a natureza de Amami Ōshima como inspiração.
Sua produção nos anos 1960 e início dos anos 1970 foi prolífica. Tanaka Isson morreu na obscuridade em 1977 de um ateque cardíaco, aos sessenta e nove anos de idade. Após a sua morte, sua vida e estilo artístico foram comparados à Paul Gauguin no programa Sunday Art Museum da rede de televisão japonesa NHK. Em 2001, um museu-memorial de arte foi inaugurado em sua homenagem perto do aeroporto em Amami Oshima.
Uma das pinturas de Isson, Amami Forest, palm trees and bougainvillea (Floresta Amami, palmeiras e buganvílias) foi selecionada pela Japan Post para um selo postal comemorativo em 1983, comemorando o 50º aniversário da reversão das ilhas Amami ao controle japonês.